# Richard Shope

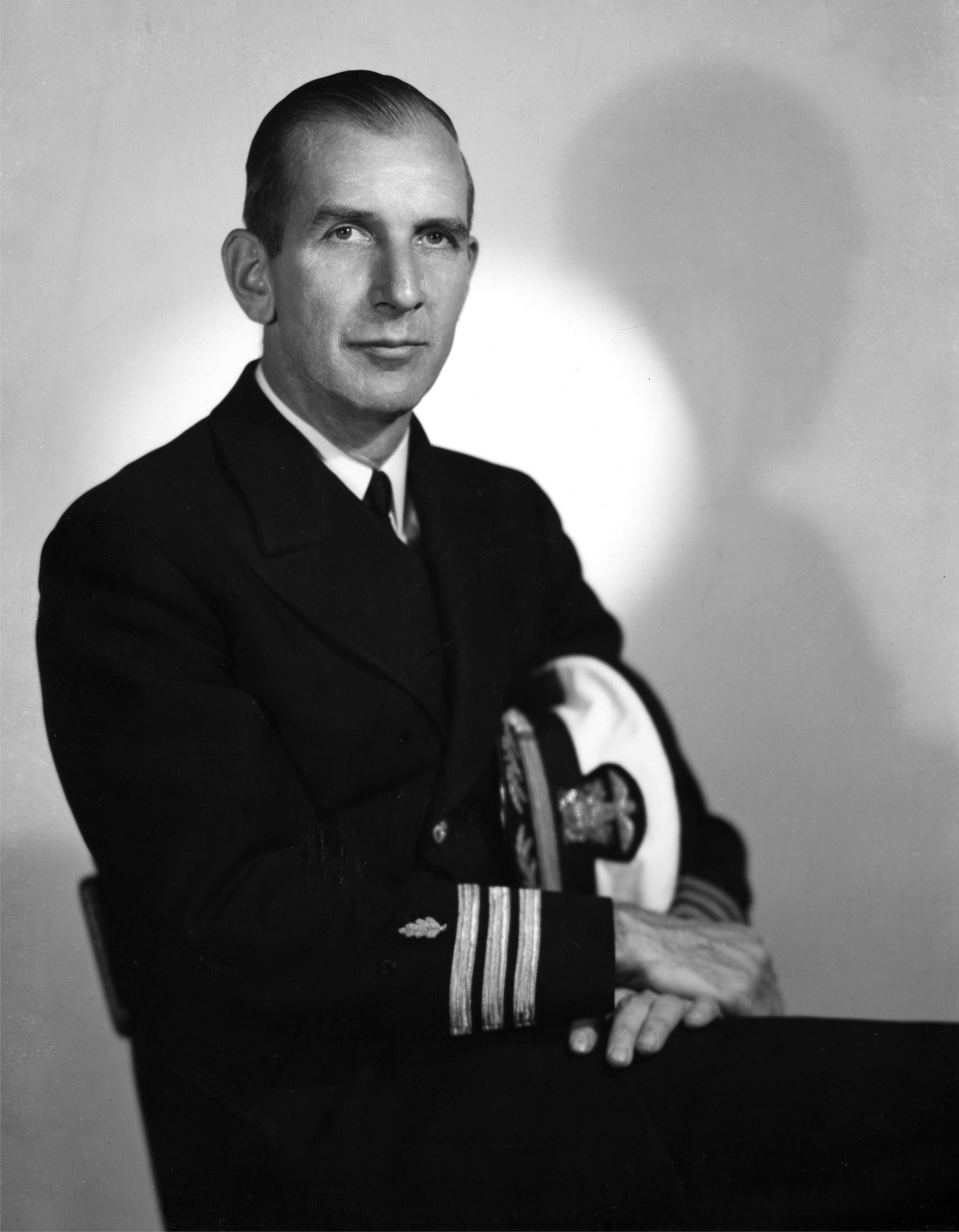
Richard Shope

Richard Edwin Shope (* 25. Dezember 1901; † 2. Oktober 1966) war ein US-amerikanischer Virologe.

## Leben
Shope war der Sohn eines Arztes und studierte Medizin an der University of Iowa. Nach dem Abschluss 1924 lehrte er dort als Instructor Pharmakologie. Damals befasste er sich vor allem mit Tuberkulose. Ab 1928 war er an der Rockefeller University (damals Rockefeller Institute) an deren Laboratorien in Princeton, wo er sich der Virusforschung zuwandte. Im Zweiten Weltkrieg forschte er für die US Army und US Navy. Ab 1947 war er stellvertretender Direktor des Merck Instituts for Therapeutic Research. Ab 1952 war er wieder an der Rockefeller University, diesmal in New York City.
Shope gelang es als Erstem, das Influenzavirus für die Impfung von Tieren gegen Influenza zu isolieren. Shope untersuchte eine Schweinegrippe im Mittleren Westen und suchte zunächst nach einem Bakterium, das er auch in Form von Haemophilus influenzae fand. Allein konnte das Bakterium aber keine Grippe in gesunden Schweinen erzeugen, wohl aber ein Virus, das er fand. Dieses löste eine milde Form der Erkrankung aus, verstärkt wurde sie erst durch die Anwesenheit des Bakteriums.
Da auch bei der menschlichen Grippe ähnliche Bakterien vorkamen und Shope außerdem wusste, dass bei der großen Epidemie von 1918 auch Schweine befallen waren, schloss er, dass auch die menschliche Grippe von Viren verursacht wurde. Er fand, dass Überlebende der Epidemie von 1918 Antikörper gegen seine Schweinegrippe besaßen, nicht aber an Grippe Erkrankte nach Ende der Epidemie 1920. Er schloss daraus, dass die von ihm untersuchte Schweinegrippe ein Überbleibsel der Epidemie des Jahres 1918 war. Später erwies sich das als nicht ganz korrekt, nur gewisse Antigene waren identisch. Mit den Methoden von Shope gelang dann einer Gruppe um Wilson Smith, Patrick Laidlaw und Christopher Andrewes die Isolation des menschlichen Grippevirus (1933), das sie auf Frettchen übertragen konnten.
Shope entdeckte auch Zusammenhänge zwischen Viren (in diesem Fall Papillomaviridae) und Tumoren bei Kaninchen. Er fand, dass Viren dort sowohl eine gutartige als auch eine bösartige Tumorform erzeugten und Impfung gegen das Virus der gutartigen Tumorvariante Immunität gegen die Ausbildung bösartiger Tumoren bei Impfung mit den Viren der bösartigen Variante erzeugte.
Während des Zweiten Weltkriegs entwickelte er mit Kollegen einen Impfstoff gegen die Rinderpest und er fand auch erste Hinweise auf antivirale Effekte bei einem Antibiotikum.
1957 wurde er mit dem Albert Lasker Award for Clinical Medical Research ausgezeichnet und er erhielt die Kober Medal der Association of American Physicians und die US Army Legion of Merit, 1963 den Howard Taylor Ricketts Award. Er war Mitglied der National Academy of Sciences, der American Philosophical Society und der American Academy of Arts and Sciences (1959). 1951 wurde er Ehrendoktor der Universität Utrecht.